# Доленій Лесковець
Доленій Лесковець (словен. Dolenji Leskovec) — поселення в общині Кршко, Споднєпосавський регіон, Словенія. Висота над рівнем моря: 251,1 м.